# Энтолома эксцентрическая
Энтолома эксцентрическая — вид грибов, входящий в род энтолома (Entoloma) семейства энтоломовые (Entolomataceae).
Синонимы:
- Rhodophyllus excentricus (Bres.) Kühner & Romagn. 1953, nom. inval.

## Биологическое описание
- Шляпка 2—5,5 см в диаметре, у молодых грибов выпуклой формы, затем раскрывается до плоско-выпуклой, с подвёрнутым краем, негигрофанная, неразлинованная, гладкая или немного бархатистая, окрашена в беловатые или светло-коричневые тона.
- Мякоть белого цвета, иногда с буроватым оттенком, со слабыми неприятными мучнистыми запахом и вкусом.
- Гименофор пластинчатый, пластинки частые, приросшие к ножке или с нисходящими на неё зубцами, белого цвета, с возрастом сначала становятся светло-розовыми, затем розово-коричневыми. Край пластинок покрыт мелкими хлопьями.
- Ножка 3—8 см длиной и 0,4—0,8 см толщиной, ровная или слабо утолщённая к основанию, белого цвета, с буроватыми или желтоватыми прожилками, в основании с белым опушением. Кольцо отсутствует.
- Споровый порошок светло-розового цвета. Споры 10—14×7—9,5 мкм, 5—8-угольные. Базидии четырёхспоровые, с пряжками. Хейлоцистиды фляжковидной или веретеновидной формы, 40—110×10—25 мкм. Кутикула шляпки — кутис или иксокутис, состоит из узких цилиндрических гиф до 20 мкм толщиной.

Токсические свойства энтоломы эксцентрической не изучены.

### Entoloma excentricumvar.porphyrocephalum
Шляпка 3,5 см в диаметре, выпуклой формы, с неглубоким углублением в центре, негигрофанная, гладкая, порфирово-коричневого цвета. Пластинки приросшие или низбегающие, сначала чисто-белые, затем розоватые, с буроватыми краями. Ножка 6,5×0,4—0,6 см, цилиндрическая, порфирово-коричневая, покрытая беловатым налётом. Запах и вкус отсутствуют. Споры 10—13,5×7—8,5 мкм, 5—7-угольные. Хейлоцистиды 55—90×11—20 мкм. Пилеипеллис — кутис из цилиндрических гиф до 9 мкм толщиной. Эта разновидность известна только из Германии.

## Ареал и экология
Энтолома эксцентрическая широко распространена в Европе, однако встречается довольно редко. В России известна только из Ленинградской области. Произрастает на богатых известью почвах на лугах.